# 站前街道 (四平市)
站前街道，是中华人民共和国吉林省四平市铁西区下辖的一个乡镇级行政单位。

## 行政区划
站前街道下辖以下地区：
站前社区、中兴社区、新铁社区、新立社区、海丰园社区、柏林社区和东煤社区。